# Noctura
Noctura — американская группа из Индианаполиса штата Индиана.

## История
Группа образовалась в 2007 году в Индианаполисе штата Индиана. Тогда Мэнди Суитер и Джереми Рош выпустили несколько демоверсий. В дальнейшем их творчеством заинтересовался продюсер Дэн Церта (Seether, We Are the Fallen, The Fray). Он же продюсировал первый полноценный альбом группы «Surrender The Sun», выпущенный ею 21 июня 2011 года. Синглы «Don’t Save Me» и «Fade» получили радиоротацию на различных радиостанциях.

## Состав
Текущий состав
- Мэнди Суитер (англ. Mandy Suiter) — вокал (с 2007)
- Джереми Рош (англ. Jeremy Roche) — гитара (2007, с 2011), ударные (2007—2011)
- Кристофер Хоги (англ. Kristopher Haughey) — гитара (с 2011)
- Майлс Б. (англ. Myles B.) — бас-гитара (с 2011)
- Престон Нэш (англ. Preston Nash) — ударные (с 2011)

## Дискография
Демо
- 2009 — Demos

Альбомы
- 2011 — Surrender the Sun[англ.]

Синглы
- 2013 — Caged
- 2013 — December
- 2014 — Acoustic Sampler